# Gagarin Kosmonauttræningscentret
Kosmonauttræningscentret blev oprettet den 11. januar 1960 i Stjernebyen uden for Moskva. I 1968 blev det omdøbt til Gagarin Kosmonauttræningscentret til minde om den første mand i rummet, Jurij Gagarin. Centret drives i dag af den Føderale russiske rumfartsorganisation.
Centret rummer simulatorer og andre faciliteter til træning af kosmonauter før et ophold i rummet.
| Rumfart | Spire Denne artikel om rumfart er en spire som bør udbygges. Du er velkommen til at hjælpe Wikipedia ved at udvide den. |

55°52′28″N 38°06′54″Ø / 55.8745°N 38.115°Ø